# Ролан Барт
За друга значења, погледајте Барт.
Ролан Жерар Барт (фр. Roland Gérard Barthes; Шербур Октевил, 12. новембар 1915 – Париз 25. март 1980) био је француски теоретичар књижевности, филозоф, књижевни критичар и семиотичар. Његово поље интересовања било је широко. Извршио је снажан утицај на развој структурализма, семиотике, егзистенцијализма, марксизма, антропологије и постструктурализма.

## Биографија
Барт је рођен 12. новембра 1915. у Шербуру у Нормандији као син Анријете и Луја Барта, поморског официра. Отац му је погинуо 1916. на Северноме мору за време Првог светског рата. Са једанаест година заједно са мајком преселио се у Париз, но упркос пресељењу Барт је читав живот остао везан за свој родни крај.
На париској Сорбони, коју похађа од 1935. до 1939, показује се амбициозним учеником. У том раздобљу боловао је од разноразних болести, укључујући и туберкулозу, због које је много времена провео у изолацији санаторијума. Учестали здравствени проблеми негативно су утицали на његову академску каријеру и полагање испита. Због лошег здравља био је ослобођен војне службе.
Од 1939. до 1948. радио је на добијању дипломе из граматике и филологије, издао је своје прве академске радове, суделовао је у медицинским студијима, али се и даље борио са лошим здравственим стањем. Године 1948. вратио се искључиво академскоме раду, те је добио неколико краткорочних послова на институтима у Француској, Румунији и Египту. Истовремено писао је за париски левичарски часопис Борба (Combat), а ти чланци су временом израсли у књигу Le degré zéro de l'écriture (1953). Наредних седам година провео је у Centre national de la recherche scientifique где је студирао лексикологију и социологију. Такође, у томе периоду почео је да пише популарни серијал есеја за часопис Les Lettres Nouvelles у којима је побијао митове популарне културе (касније су есеји окупљени и објављени у збирци Митологије изданој 1957. године). Познавајући у извесној мери енглески језик, Барт је предавао на Мидлбери колеџу 1957. године и спријатељио се са будућим енглеским преводиоцем великог дела његовог рада, Ричардом Хауардом, тог лета у Њујорку.
Ране шездесете провео је истраживајући семиотику и структурализам. Многи његови радови су критиковали постојеће традиционалне академске погледе књижевне критике. Његове идеје довеле су га у јавни сукоб са Ромоном Пикаром, који га је напао у тексту Нова критика због наводног недостатка поштовања према францускпј књижевној традицији. Барт му је одговарио у своме делу Критика и истина из 1966. где је оптужио стару грађанску критику за мањак бриге о нијансама и финоћи језика, те о селективној неукости у критици дијалектичких теорија (као што је на пример марксизам).
До касних шездесетих Барт је стекао велики углед. Путује у САД и Јапан те одржава презентације. Своје најпознатије дело, есеј Смрт аутора, које служи као један од основних прелазних радова у истраживању логике структуралистичке мисли, објавио је 1967. године. Наставио је да доприноси заједно са Филипом Солером авангардном књижевном часопису Tel Quel, где се развијају сличне идеје Бартовим. Барт објављује књигу С/З 1970, у којој је анализирао Балзакову приповетку Саразин. Током седамдесетих наставио је градити књижевну критику, те развија појмове текстуалности и књижевничке неутралности. 1971. гостује као предавач на универзитету у Женеви.
Године 1976. био је одабран за предавача на катедри за књижевну семиологију на Колежу де Франс у Паризу.Исте године његова мајка Анријета Барт, са којом је живео 60 година умире. Његово последње велико дело Мрачна комора је делом есеј о природи фотографије, а делом помирење са смрћу његове мајке.
Дана 25. фебруара 1980. Барта је ударио аутомобил, након што је напустио забаву, коју је одржао Франсоа Митеран. Месец дана касније умиро је од последица повреде.